# 88 (число)
Осемдесет и осем е естествено число, предхождано от осемдесет и седем и следвано от осемдесет и девет. С арабски цифри се записва 88, а с римски – LXXXVIII. Числото 88 е съставено от две цифри от позиционните бройни системи – 8 (осем).

## Общи сведения
- 88 е четно число.
- 88 е съставно число.
- 88 е атомният номер на елемента радий.
- 88 е един от най-известните hate symbol-и, свързан е с неонацизма, тъй като 88 означава HH, тоест Heil Hitler.
- 88 са всички официално приети от IAU съзвездия.
- STS-88 е първият полет на совалка по строителството на МКС.
- Приблизително 88 дни е орбиталният период на Меркурий.
- NGC 88 е галактика.
- M88 е галактика.
- 88-ият ден в обикновена година е 29 март, а във високосна – 28 март.
- 88 г. е година от новата ера.
- 88 г. пр.н.е. е година преди новата ера.